# Toru Irie
Toru Irie (入江 徹 Irie Toru?), född 8 juli 1977 i Shizuoka prefektur, är en japansk före detta fotbollsspelare.
Irie började sin karriär 1996 i Kashiwa Reysol. Med Kashiwa Reysol vann han japanska ligacupen 1999. 2002 flyttade han till Vissel Kobe. Efter Vissel Kobe spelade han för Gamba Osaka. Med Gamba Osaka vann han japanska ligan 2005 och japanska ligacupen 2007. Han avslutade karriären 2007.